# Iltmangel (film)
Iltmangel er en dansk kortfilm fra 1999, der er instrueret af Christian Fonnesbech efter manuskript af ham selv og Lai Yde Holgaard.

## Handling
Pablo har modtaget et foruroligende brev fra sin kærestes lillebror Theis og ringer derfor til ham, så de kan få en snak. Men han er ikke hjemme, så Pablo ligger i stedet en besked på video-telefonen. Pablo vil forhindre, at Theis gør skade på sig selv, så han fortæller, hvordan han selv bekæmpede sin følelse af iltmangel, og derved genfandt balancen i sit liv.